# Jean-Claude Pirotte
Pour les articles homonymes, voir Pirotte.
Jean-Claude Pirotte, né le 20 octobre 1939 à Namur (Belgique) et mort le 24 mai 2014 dans la même ville, est un écrivain, poète et peintre belge.

## Biographie
Né de parents tous deux professeurs, Pirotte passe son enfance en Wallonie, à Gembloux. Après des études littéraires et de droit, il exerce comme avocat à partir de 1964. Mais en 1975, il est radié du barreau pour avoir favorisé la tentative d'évasion d'un de ses clients, un délit qu'il nie avoir commis. Condamné à 18 mois de prison malgré ses dénégations, il s'enfuit en France et y mène une vie plus ou moins vagabonde jusqu'à la péremption de la peine en 1981, qui lui permet de retourner à Namur.
Il ne reprend pas pour autant sa place d'avocat. Ses ennuis judiciaires, explique-t-il, lui ont offert l'occasion de fuir : « Les magistrats qui m'ont condamné m'ont accordé une forme de bonheur. Celui de vivre dans l'extraordinaire ». Il se consacre dès lors à la littérature et la poésie, et publie au fil des années une cinquantaine de livres, des articles, des poèmes et des préfaces. Peintre, il a aussi illustré plusieurs livres. En outre, on lui doit la création du prix littéraire Cabardès, du nom de cette région située dans le département de l'Aude où il a vécu quelques années à Montolieu,. Il a aussi dirigé la collection Lettres du Cabardès aux éditions Le temps qu'il fait, puis L'Usage des jours à La Table Ronde.
J.-C. Pirotte passe les dernières années de son existence entre l'Ajoie en Jura suisse, à la frontière avec la France, et la mer du Nord, mais aussi entre l'Aude et Namur. Sa dernière compagne est la romancière et traductrice Sylvie Doizelet. Ils publieront deux ouvrages en commun, Chemin de croix (éd. La Table ronde, 2004) et, aux éditions Le Temps qu'il fait (2010), Les périls de Londres. Le couple voisine en Ajoie avec Alexandre Voisard. Jean-Claude Pirotte soutenait : "Le pays de l'Ajoie / n'est pas un jeu de mots / l'Ajoie comme la joie / non l'alpha privatif.".  
Il meurt le 24 mai 2014.

### Reconnaissance par la critique
Ce poète écrivain, féru de littérature française et néerlandaise, admirateur de l'œuvre d'André Dhôtel, de Georges Bernanos, Guido Gezelle ou Frederik van Eeden, Georges Rodenbach ou encore Jacques Chardonne, parmi tant d'autres auteurs, est devenu un des piliers de la littérature belge d'expression française.
Bénéficiant du soutien de Jean-Edern Hallier, Jean-Claude Pirotte a été dans les années 1980-1990 un personnage relativement médiatique de la scène littéraire française. Les articles généraux sur la littérature française de Belgique le mentionnent régulièrement à partir de la fin des années 1980, mettant en exergue Sarah feuille morte ou La pluie à Rethel.

## Prix littéraires
Au cours de sa carrière, il a obtenu de nombreux prix littéraires, parmi lesquels
- Prix Franz de Wever 1963 pour Contrée[15]
- Prix Victor Rossel 1986 pour Un été dans la combe

- Grand prix de poésie du Mont-Saint-Michel 1992
- Prix Alexandre-Vialatte 1996 pour Un voyage en automne
- Prix Marguerite-Duras 2000 pour Autres arpents
- Prix Valéry Larbaud 2002 pour Ange Vincent
- Prix François-Coppée 2004 de l’Académie française pour La boîte à musique
- Prix des Deux Magots 2006 pour Une adolescence en Gueldre (roman)[16]
- Prix Roger-Kowalski 2008 pour Passage des ombres
- Prix Maurice Carême 2009
- Prix Louis Montalte 2009 pour Le promenoir magique et autres poèmes (1953-2003) / Également Prix Omar Khayyam 2010
- Prix Apollinaire 2011 pour Cette âme perdue et Autres séjours[3]; cet ouvrage reçoit aussi le Prix Marcel Thiry 2011
- Prix Pierre Mac Orlan 2011 pour Place des savanes
- Grand prix de poésie de l'Académie française[17] 2012 pour l’ensemble de son œuvre poétique[18]
- Prix Goncourt de la poésie / Robert Sabatier 2012 pour l’ensemble de son œuvre[19].

## Distinction
En 2015, le Gouvernement wallon a tenu à honorer sa mémoire en l'élevant au rang d'  Officier du Mérite wallon (O.M.W.) à titre posthume.

## Œuvres
- Goût de cendre, poèmes, Thone, 1963
- Contrée, poèmes, Thone 1965
- D'un mourant paysage, poèmes, Thone 1969
- Journal moche, essai, Luneau-Ascot, 1981, 1993.
- La Pluie à Rethel, roman, Luneau-Ascot, 1982 ; réédition La Table Ronde, 2001 et 2002
- Fond de cale, roman, Le Sycomore, 1984; rééd. Le Temps qu'il fait, 1991
- Un été dans la combe, roman, La Longue Vue, 1986 ; réédition La Table Ronde, 1993
- La Vallée de misère, poèmes, Le temps qu'il fait, 1987 ; réédition Le Temps qu'il fait, 1997
- Les Contes bleus du vin, chroniques, Le Temps qu'il fait, 1988
- Sarah, feuille morte, roman, Le Temps qu'il fait, 1989
- La Légende des petits matins, roman, Manya 1990 ; réédition La Table Ronde, 1996
- L'Épreuve du jour, enfantine, Le Temps qu'il fait, 1991, 1998
- Fond de cale, roman,, Le Temps qu'il fait, 1991.
- Récits incertains, mélanges, Le Temps qu'il fait, 1992
- Tio Pepe, nouvelle, L'œil de la lettre, 1992
- Il est minuit depuis toujours, essais, La Table Ronde, 1993
- Lettres de Sainte Croix du Mont, (photographies de Jean-Luc Chapin), L'Escampette, 1993
- Plis perdus, mélanges, La Table Ronde, 1994
- Un voyage en automne, récit, La Table Ronde, 1996
- Cavale, roman, La Table Ronde, 1997
- Boléro, roman, La Table Ronde, 1998
- Faubourg, poèmes, Le Temps qu'il fait, 1997, 1998
- Le Noël du cheval de bois, conte illustré, Le Temps qu'il fait, 1997,1998
- Mont Afrique, roman, Le Cherche Midi, 1999, réédition Folio (Gallimard)  (ISBN 978-2-07-041427-7)
- Autres arpents, chroniques, La Table Ronde, Paris, 2000
- Enjoués monostiches, (avec Jean-Marie Queneau), La Goulotte, 2000
- Ange Vincent, roman, La Table Ronde, Paris, 2001
- Les Chiens du vent, (avec Pierre Silvain), Cadex, 2002
- Rue des Remberges, prélude, Le Temps qu'il fait, 2003
- Un rêve en Lotharingie, récit, National Geographic et Stock, 2003
- Dame et dentiste, poèmes, Inventaire/Invention, 2003
- Fougerolles, poèmes, Virgile, 2004
- La Boîte à musique, (avec Sylvie Doizelet) poèmes, La Table ronde, 2004
- Une adolescence en Gueldre, roman, La Table ronde, 2005, Prix des Deux Magots
- Expédition nocturne autour de ma cave, récit, Stock, 2006
- Un bruit ordinaire suivi de Blues de la racaille, poèmes, La Table Ronde, 2006
- Hollande, poèmes et peintures, Le Cherche Midi, 2006
- Un voyage en automne, La Table Ronde, 1996
- Absent de Bagdad, roman, La table ronde, 2007
- Passage des ombres, La Table Ronde, 2008 - Prix Roger-Kowalski et grand prix de Poésie de la Ville de Lyon 2008
- Revermont, Le Temps qu'il fait, 2008
- Avoir été, Le Taillis Pré, 2008
- Le Promenoir magique et autres poèmes 1953-2003, La Table ronde, 2009
- Voix de Bruxelles, (avec Hugues Robaye), CFC, 2009
- Autres séjours, Le Temps qu'il fait, 2010
- Les périls de Londres, Le Temps qu'il fait (en collaboration avec Sylvie Doizelet)
- Cette âme perdue, Le Castor Astral, 2011 - Prix Guillaume-Apollinaire 2011
- Place des savannes, Le Cherche Midi, 2011
- Ajoie, La Table ronde, 2012,
- Le Très Vieux Temps, Le Temps qu'il fait, 2012
- Vaine Pâture, Mercure de France, 2013
- Brouillard, Le Cherche Midi, 2013
- Gens sérieux s'abstenir, Le Castor Astral, 2014
- Portrait craché, Le Cherche Midi, 2014
- À Saint-Léger suis réfugié, L'Arrière-Pays, 2014
- Une île ici, Mercure de France, 2014
- Le Silence, Stock, 2016
- Il y a, Motus, 2016
- Plein emploi, Le Castor Astral, 2016
- Traverses, Le Cherche Midi, 2017
- Jours obscurs, Le Cherche Midi, 2017
- Ajoie, précédé de Passage des ombres et de Cette âme perdue, préface de Sylvie Doizelet, coll. « Poésie/Gallimard », Paris, 2018, 420 p.
- Je me transporte partout. 5 000 poèmes inédits (2012-2014), Le Cherche-Midi, 712 p., 2020

## Traduction
- Les poèmes de Julius White, poète et gangster londonien, La Grange-Batelière, 2021

## Peintures
- Chemin de Croix, peintures, poèmes de Sylvie Doizelet, 2004.

- Hollande, poèmes et peintures, Le Cherche Midi, 2006

Dessins sur enveloppes de correspondances signés Jean-Claude Pirotte
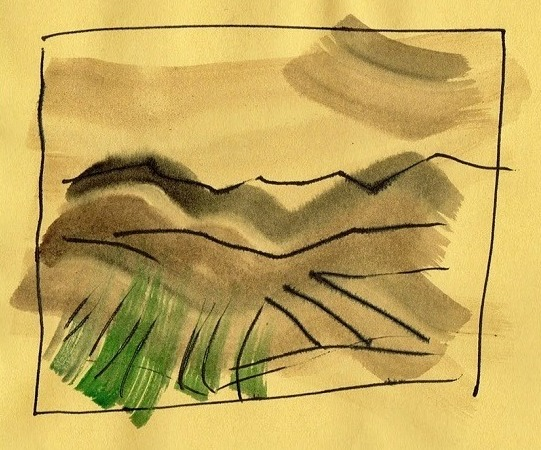
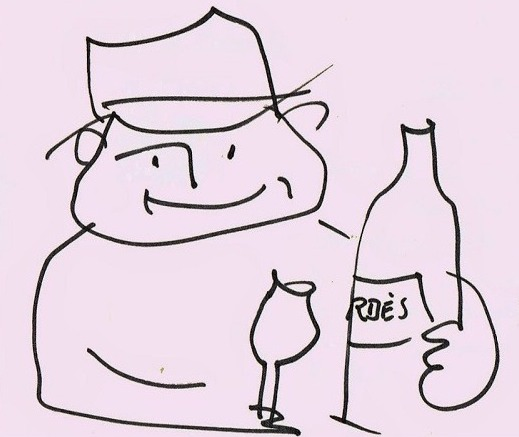
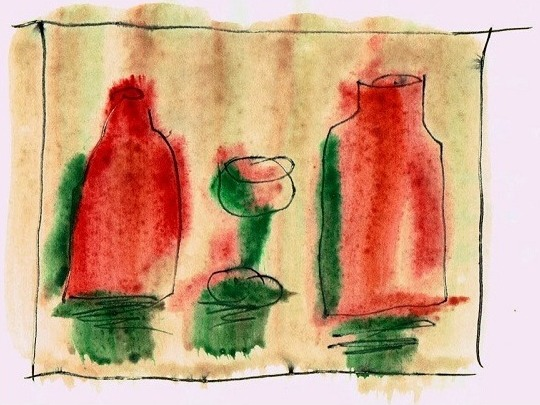

### Essais critiques
- Jean-Claude Pirotte, revue Brèves - actualités de la nouvelle, n°63, Atelier du Gué, mars 2003
- Alain Bertrand, Jean-Claude Pirotte, Labor, 2006
- Isabelle Dotan, Bonheurs de l'errance, rumeurs de la douleur - Une lecture de l'oeuvre de Jean-Claude Pirotte, Les éditions namuroises, 2008
- Pol Charles, Les légendes de Jean-Claude Pirotte, Éditions de La Table Ronde, Paris 2009
- Yves Leclair, Jean-Claude Pirotte, in Encyclopaedia Universalis, Universalia 2015.
- Jean-Claude Pirotte in revue Patchwork  n°4-5 (Anthony Dufraisse, Yves Leclair, Gérard Bocholier, Thomas Vinau, Martin Page, Aymen Hacen, Jérôme Duwa, Gil Jouanard), Printemps-été 2015.

### Études
- Alain Dantinne, Jean-Claude Pirotte, Les impairs de la poésie, étude sur la « Vallée de Misère », in Passions de lecture (pour Pierre Yerlès), Didier-Hatier, 1997

### Articles de journaux
- Pierre Drachline, « Jean-Claude Pirotte, le passager de la nuit. », Le Monde,‎ 23 octobre 1981 (lire en ligne).
- Pierre Drachline, « Les grêles nocturnes de Jean-Claude Pirotte • Un art de mourir à petit feu. », Le Monde,‎ 3 décembre 1982 (lire en ligne).
- Pierre Drachline, « L'extrême solitude de Jean-Claude Pirotte. », Le Monde,‎ 6 février 1987 (lire en ligne).
- Pierre Robert Leclercq, « La toile de Pirotte. », Le Monde,‎ 3 décembre 1993 (lire en ligne).
- Claire Devarrieux, « L'ardoise de Pirotte. », Libération,‎ 12 juin 1997 (lire en ligne).
- Claire Devarrieux, « La cavale du dipsomane. », Libération,‎ 12 juin 1997 (lire en ligne).
- Claire Devarrieux, « Pirotte, lignes de fuite. Avocat très recherché, Jean-Claude Pirotte a retrouvé ses carnets de cavale de 1975. Fêtes galantes, alcool et solitude, pour une vraie littérature d'évasion. », Libération,‎ 16 octobre 1997 (lire en ligne).
- « Jean-Claude Pirotte premier prix Duras. », Libération,‎ 26 février 2001 (lire en ligne).
- Jacqueline Coignard, « Courir pour être libre. », Libération,‎ 28 avril 2001 (lire en ligne).
- « L'art de la fugue. Parcours. », Le Monde,‎ 16 septembre 2011 (lire en ligne).
- Rédaction L'indépendant, « Jean-Claude Pirotte poursuit sa fugue. », L'Indépendant,‎ 16 septembre 2011 (lire en ligne).
- Marc Lambron, « Jean-Claude Pirotte, un polar poétique. », Le Point,‎ 20 octobre 2011 (lire en ligne).
- AFP, « Le prix Apollinaire de poésie pour Jean-Claude Pirotte. », Le Monde,‎ 14 novembre 2011 (lire en ligne).
- AFP, « L'Académie française publie son palmarès 2012 », L'Express,‎ 21 juin 2012 (lire en ligne).
- Belga, « Le Goncourt de la Poésie décerné au Belge Jean-Claude Pirotte », Le Soir,‎ 4 décembre 2012 (lire en ligne).
- Macha Séry, « Mort de l'écrivain et poète Jean-Claude Pirotte. », Le Monde,‎ 24 mai 2014 (lire en ligne).
- Rédaction Le Point, « L'écrivain Jean-Claude Pirotte est mort . », Le Point,‎ 24 mai 2014 (lire en ligne).
- David Caviglioli, « Jean-Claude Pirotte, le poète en cavale, est mort. », Le Nouvel Observateur,‎ 24 mai 2014 (lire en ligne).
- Claire Devarrieux, « Jean-Claude Pirotte, dernier voyage . », Libération, no 10272,‎ 27 mai 2014, p. 30 (lire en ligne).

### Film
- Yodi Karone et Jean-Claude Pirotte, film réalisé par Jean-Paul Lavaud, Archives et Musée de la littérature, Bruxelles, 1987, 45 min (VHS)

### Spectacle autour de son œuvre
Créé en 2022, par Denis Segond, un enseignant retraité, un spectacle intitulé Les contes bleus du vin, tiré de ses chroniques éponymes publiées en 1988, rend hommage à Jean-Claude Pirotte.